# Lolo Zouaï
Laureen Rebeha Zouaï (née le 5 mars 1995[réf. nécessaire]), plus connue sous le nom de Lolo Zouaï, est une musicienne RnB et pop franco-américaine.

## Biographie
Née d'une mère française et d'un père algérien à Paris, Lolo Zouaï déménage à San Francisco, en Californie, à l'âge de trois mois. Elle est diplômée du lycée Lowell en 2013. Elle sort son premier album, High Highs to Low Lows, en 2019,. L'album reçoit une note de 7,5 sur 10 par Pitchfork. Lolo Zouaï est présentée comme « une des personnalités à suivre » par The Guardian en avril 2019. Elle co-écrit Still Down de l'album éponyme de H.E.R., qui remporte un Grammy Award du meilleur album R&B.
Après avoir terminé la première partie de l'étape nord-américaine de la tournée Future Nostalgia de Dua Lipa, Lolo sort son deuxième album PLAYGIRL en octobre 2022. Elle annonce la tournée mondiale PLAYGIRL prévue pour 2023. En novembre 2022, Zouaï est inclus dans la liste Forbes 30 under 30 2023 pour les musiciens. Dans une interview au Billboard Women In Music 2023, Lolo Zouaï révèle que son contrat avec RCA Records est terminé et qu'elle est actuellement une artiste indépendante sous son propre label, Keep it on the Lolo et Because Music.

## Discographie

### Albums
- 2019 : High Highs to Low Lows[10],[11],[12]
- 2022 : PLAYGIRL

### EPs
- 2019 : Ocean Beach
- 2020 : Beautiful Lies
- 2023 : Crying in the Carwash[13]

### Singles
- 2016 : So Real
- 2016 : IDR
- 2017 : High Highs to Low Lows
- 2018 : Blue
- 2018 : Brooklyn Love
- 2018 : Desert Rose
- 2018 : For the Crowd
- 2018 : Challenge
- 2019 : Ride
- 2019 : Moi
- 2020 : It's My Fault
- 2020 : Alone with You
- 2020 : Beautiful Lies (Cold)
- 2021 : Galipette
- 2021 : Scooter
- 2022 : Give Me a Kiss
- 2022 : Blur
- 2022 : pl4yg1rl
- 2022 : Crazy Sexy Dream Girl
- 2023 : Encore

## Tournées

### Tête d'affiche
- Lolo Zouaï Live in Concert (2018)[14]
- High Highs to Low Lows Tour (2019)[15]
- One Night in Paris (2020)
- The PLAYGIRL World Tour (2023)[16]

### Artiste support
- Alina Baraz - Alina Baraz: La tournée (2018)[17]
- Dua Lipa - Tournée Future Nostalgia (2022)[18]
- The Marías - The Marias : Cinéma (2022)[19]